# مسابقه موتورسیکلت‌رانی
مسابقهٔ موتورسیکلت‌رانی (انگلیسی: Motorcycle racing) که همچنین موتو ریسینگ (moto racing) و مسابقهٔ موتورسواری نیز نامیده می‌شود، نوعی ورزش موتورسواری با موتورسیکلت‌های مسابقه‌ای است. انواع اصلی این مسابقه شامل مسابقات جاده ای موتور سیکلت و مسابقات خارج از جاده می‌شوند که هر دو در میدان مسابقه یا کورس‌های آزاد و مسابقات پیست است. دسته‌های دیگر این مسابقه شامل تپه‌نوردی، مسابقه درگ و آزمایش‌های رکورد سرعت زمینی می‌باشد.